# Streda nad Bodrogom
Streda nad Bodrogom (maďarsky Bodrogszerdahely) je obec na jihovýchodním Slovensku. Leží v nejjižnější části Východoslovenské nížiny a Trebišovského okresu, jakož i oblasti Mezibodroží v regionu Zemplín. Obec je známa významnými archeologickými nálezy.

## Dějiny

### Starověk
- 5,5–2,3 tis. let př. n. l.

Člověk objevující se na tomto území, se usadil především v jihovýchodním cípu Zemplínských vrchů v blízkosti naleziště obsidiánu (Zemplín, Cejkov, Sirník) na začátku nové doby kamenné. Na počátku mladší doby kamenné nastala jedna z nejvýznamnějších změn v historii lidstva. Dosavadní životní formu lovce-rybáře a sběratele plodin vystřídala nová forma – zemědělsko-pastevecká. První zemědělci přišli z jihovýchodu. Z lokality nacházející se v katastrálním území dnešní Stredy, pocházejí keramické zbytky, které odborníci řadí do bukohorské kultury.
- 2,3–1,3 tisíc let př. n. l.

V eneolitu byla Streda nad Bodrogom plynule osídlena. Archeologové to dokládají místními nálezy, patřícími k bodrogkeresztúrské kultuře. Po této době obýval území obce lid patřící k bádenské kultuře. Tito podle nálezů používali domácí zvířata nejen jako zdroj potravin, ale i k tahu. Na vyvýšených místech vytvářeli opevněné sídla (kopec Kompos a severozápadní část kopce Bakk). Na stejném území žila i tzv. pécelská skupina. V poslední fázi doby měděné namísto těchto nastoupil lid patřící do další kultury. Slovenská archeologie ho eviduje jako Nyírség-zemplínskou skupinu. Byla typická spalováním mrtvol, používáním zdobených velkých nádob a tkaním.
- 19. století př. n. l. – 7. století př. n. l.

Používání kovu se stalo obecností v době bronzové. Pastýře pécelské skupiny vytlačila skupina bojových jezdců, rolníků přicházejících z jihovýchodu, kterou zařazujeme do otomanské/füzesabonyské kultury. V roce 1955 prozkoumal archeolog Belo Polla jejich pohřebiště na severozápadní části kopce Bakk. Pohřebiště se chronologicky zařazuje do nejmladšího období bronzu na Východním Slovensku. Při tomto záchranném výzkumu bylo odkryto 69 hrobů (žárových i kostrových), dva z nich byly eneolitické. Úplný text výzkumné zprávy se nachází v článku Birituálne füzesabonské pohrebisko v Strede nad Bodrogom. Našli se poměrně bohaté keramické výrobky – mísy, džbány, bohatě zdobené hrnce, ručně formované. Na základě těchto objevů bylo tehdejší obyvatelstvo oceněno jako jedineční hrnčířští mistři. Bronzové šperky byly nalezeny pouze ojediněle. Je třeba poznamenat, že ještě před průzkumnými pracemi byla tato lokalita znehodnocena při těžbě písku, resp. jako „cikánská osada“. Lidem zmíněné kultury byl osídlen i kopec zvaný Kompos.
Následně zanechala ve Stredě nad Bodrogom stopy vyspělejší pilinská kultura. Tyto stopy prozrazují vyspělost hutnictví a výměnného obchodu. Typickou keramickou nádobou jsou dvouuché amfory. Podle archeologa Istvána Bony zbytky otomanské obyvatelstva smíchané s podřízeným hatvanským obyvatelstvem vytvářeli novou fázi, označenou jako „stupeň Streda nad Bodrogom“.
Ve starší době bronzové se po celém území Mezibodroží setkáváme se stopami gávské kultury. Slovenští archeologové zde poprvé identifikovali kmen kimera jako hlavní etnikum.
- 7. století př. n. l.

V době železné nastaly další významné změny. Z té doby pocházejí se první písemné památky. Rozšířil se vynález hrnčířského kruhu. Do Mezibodroží přicházeli Skytové a Thrákové.
- 3. století př. n. l. až 1. století př. n. l.

Ze západu přišli Keltové. Předešlé skytské a thrácké obyvatele nevyhnali, ale pohltili.
Před začátkem našeho letopočtu přišla vyspělá etnická skupina z jihovýchodu – Dákové, kteří se rychle smísili s Kelty a možná i Sarmaty, a takto vytvořili zvláštní kulturu, jejímž centrem byla blízká obec Zemplín. Železo zpracovávali na místě v malých hutích, které se pak našly při vykopávkách.
Na území obce se římské legie sice nedostaly, ale o rušném obchodě svědčí bohaté nálezy římských mincí, resp. keramiky (hrnek s nadpisem Caius) ze sídliště na kopci Bakk. Z konce 2. stol. nacházíme stopy tzv. Przeworské kultury, jejímž představitelem bezpochyby byly Germáni (Vandalové). Přitom však prokazatelně zde žije nadále i smíšený keltsko-dácký lid.

### Středověk
- 3. století – Z písemných památek víme, že na území obce přicházely germánské kmeny. Byly to Gepidové, kteří na konci 3. stol. osídlili horní Potisí.
- 6.–10. století – Do tohoto období zařazují historici příchod avarského a slovanského obyvatelstva. Zatímco Avaři podle dobových pramenů rychle obsadili Karpatskou kotlinu, v případě Slovanů historici předpokládají spíše pomalý průnik. O přítomnosti Slovanů svědčí nálezy hrobů, osídlení a keramiky. I více slovanských názvů v Mezibodroží indikuje přítomnost Slovanů. Nálezy lze dokladovat i příchod velkého davu Onogurců v období kolem roku 670.
- 895–1000 – Z této doby existuje množství nálezů. I díky písemným památkám (např. Anonymus) je zřejmé, že proud Maďarského obyvatelstva, který přicházel přes karpatské průsmyky, měl své mocenské centrum minimálně na dobu 2–3 generací v Mezibodroží. I když se jejich příchod nemohl obejít bez bojových událostí, nic nepoukazuje na to, že by Maďaři pod vůdcovstvím Arpáda vytlačili slovanské obyvatelstvo z území. Je předpoklad, že převážná část původních osídlenců se zatavila do masy příchozích. Na celém území Mezibodroží, včetně pravého břehu Bodrogu, výzkum odhalil 27 pohřebišť s bohatými nálezy (Karos, Zemplín, Véč). Archeologické vykopávky provedené v letech 1938–1941 na Streďanských kopcích Bakk a Csipkés dokazují přítomnost starých Maďarů.
- 1000–1200 – Po vzniku Uherského království Mezibodroží spadalo do Zemplínské župy.
- 1214 – Od tohoto roku je k dispozici více písemných památek z okolí obce. Tehdy král Ondřej II. Uherský. dal potvrzující zakládající listinu řádu Premonstrátů v obci Leles, ve které nejen potvrzuje, ale značně rozšiřuje pravomoci obsažené v darovací listině Vácskeho biskupa Boleslava z r. 1180. Klášter od té doby působil jako centrum oblasti.
- 1241 – Přechod mongolsko-tatarských hord. I když je pravděpodobné, že část obyvatelstva se ukryla v okolních močálech, pustošení i tak bylo obrovské. Podle dobových zpráv bylo Mezibodroží po odchodu Tatarů fakticky neobydlené. Celé území začalo být osídlované znovu. Král Béla IV. tehdy vydal svůj příkaz k budování hradů. Zemplínský hrad byl tehdy opevněn a jsou předpoklady, že i Kamenecký hrad byl budován v tomto období, i když obecně je přijímáno spíše datum 1280.
- 1273 – První písemná zmínka o rodu Baksovců, tehdejších pánů Stredy nad Bodrogom. Více než půl století společně hospodařili na svých statcích. Obec byla tehdy nazývána Zeredely. Jméno bylo pravděpodobně odvozeno od trhů, konaných vždy ve středu. V té době již pravděpodobně stála budova římskokatolického kostela, o čemž svědčí přinejmenším jižní portál v románském slohu.
- 1323 – Zpráva o rozdělení majetku rodu Sóosovců. Jedna větev rodu Baksovců převzala z názvu obce jméno Szerdahelyi (Zerdahelyi). K majetku rodiny patří i osada Ompod (Zompod). Později i osady Katrony (1440) a Tajba. Szerdahelyiovci pravděpodobně v tomto období budovali v obci jako sídlo rodiny svůj hrad.
- 1329 – První písemné zmínky o existenci kostela svatého Petra. Hned potom (1332-1337) zaznamenávají existenci kostela biskupští výběrčí daní. Jak název obce uvádějí Zerdahel.
- 1358 – V jednom zachovalém seznamu o majetku rodu Szerdahelyovců je zmiňována obec jako dva subjekty: Eghazas (Církevní) a Wasarus (Tržní) Streda.
- 1451 – Husitská vojska (Bratříci) využila zmatků, které způsobily majetkové spory mezi rodinami Sóosovců a Serdahelyovců, a obsadila hrad. Husité se objevily v okolí Mezibodroží vícekrát již v letech 1428 a 1433. Král Matyáš Korvín je vyhnal až v roce 1459. Příběh krále Matyáše a hospodského ze Zompodu je popsán v maďarské lidové pověsti z tohoto období.
- 1459 – vymření větve rodu Szerdahelyovců. Zdejší panství spolu s hradem přešlo na příbuzné Bocskayovce.

### Novověk
- 1526 – Po bitvě u Moháče, i když území obce nepatřilo pod tureckou nadvládu, přesto bylo ohroženo loupeživými přepady Turků.
- 1557 – Ve Stredě nad Bodrogom tehdy bylo 8 a půl dvorců a 5 chalupníků. Mezi vlastníky obce se objevil Gaspár Seredy. Víme, že tehdy se již v katastru obce pěstovala i vinná réva.
- 1598 – Mikuláš Bocskay, královský rádce, přebudoval hrad v renesančním slohu, a také opevnil blízký kostel, vybavený střelnými otvory. Podzemní chodbou propojil kostel s hradem. V této době získal majetky ve Stredě nad Bodrogom i Ladislav Bornemissza, František Paczoth i Michal Terjény.
- 1621 – Mikuláš Bocskay umřel a byl pohřben v místním kostele. Na hrobě je náhrobní deska z červeného mramoru. Tehdy ve vesnici stálo 54 domů, čímž se řadila k větším sídlům v Medzibodroží.
- 1628 – Starobylý kostel se dostal do rukou zastánců reformace, a to až do konce 17. století. Napětí mezi reformovanými a snahami vlády o protireformaci narostlo.
- 1647 – Z vůle císaře se převážná část majetku Bocskayovců dostala do vlastnictví rodiny Vécseyovců, ale hrad nadále zůstal v původních rukou. Zemplín v tomto období patří střídavě pod Sedmihradské knížectví a pod vládu císaře.
- 1670 – Císařské vojsko se snažilo omezit suverenitu maďarských šlechtických rodů. Tehdy došlo k tzv. Weselényiovu spiknutí, jehož se aktivně zúčastnil i župan Štěpán Bočkaj, pán Stredy nad Bodrogom. Císařská vojska, vedená generálem Šporkem, po spojení se šlechtickými vojsky hraběte Barkocziho, pak vzbouřence rozehnala u Stredy nad Bodrogom. Štěpán Bočkaj si zachránil život, když utekl do Sedmihradska skrytý v sudu. Hrad a pravděpodobně i kostel byly tehdy zbořeny. Ke konfiskaci majetku došlo v roce 1672, kdy bylo zapsáno 58 poddaných rodin. Zříceninu hradu dostali Vécseyovci.
- Na místě hradu Ladislav Vécsey kolem roku 1700 vybudoval zámeček v barokním slohu, využil i některé původní zdi a věž. Bašty tehdy ještě stály. Od Leopolda I. Vécseyovci dostali právo meče. Streda nad Bodrogom se tehdy uvádí jako oppidum (zeměpanské městečko), kde se konala zasedání Zemplínské župy. Je zaznamenáno 13 řemeslníků, což vysoce převyšuje počty v okolních vesnicích.
- 1690 – V jednom soudním spisu je zaznamenána zpráva o výkonu práva rybolovu na jezerech Malogya, Tajba, a Katrony, nacházející se v katastru obce. Z roku 1642 pochází písemnost, kde se uvádí jedno jezero nacházející se u kostela, Ve kterém se také loví ryby.
- 1703 – Po tzv. Tökölyiho kurucských válkách, jakož i během Hegyaljova povstání, vypukl boj za svobodu vedený Františkem II. Rákóczi(narodil se v sousední Borši). Důvodem k nespokojenosti byla přítomnost císařských vojsk, která krutě drancovala. Během dlouhotrvajícího válečného stavu lid těžce nesl i přítomnost kuruců. Šířily se rovněž ničivé epidemie.
- 1710 – Loď pobořeného kostela dostala novou střechu, ale svatyně byla nadále v ruinách. Podle dobových záznamů ve zřícenině vyrostl ořech velikosti člověka.
- 1715 – O pustošení svědčí i seznam sepsaný v tomto období. Obec měla 7 obydlených domů, 40 bylo „zanechaných“. V Zemplínské župě v 391 obcích bylo celkově 5045 neobydlených domů.
- Léta 1738 až 1742 – Probíhala morová epidemie. Poté ve velkém počtu osídlili území obce Rusíni, kteří vyznávali řeckokatolické náboženství
- 1774 – Obec zaměřili vojenští kartografové.V té době ještě poměrně velké území katastru dnešní obce zabíraly dubové pralesy, a to nejen na kopci Tarbucka, ale i v jižním katastru obce. Dále je zakresleno rozsáhlé bažinaté jezero mezi Stredou a Malým Kamencem. Samotná zastavěná část obce se tehdy rozprostírala podél hlavní silnice mezi římskokatolickým a řeckokatolickým chrámem. Podle výsledků prvního oficiálního sčítání obyvatel se v obci v tu dobu nacházelo 77 domů, počet rodin byl 117 a počet obyvatel byl 579. Do oblasti přicházeli Židé prchající z Haliče. Z tohoto období pochází znak obce.
- 1790 – V tomto roce budovali svůj kostel reformovaní (sloužil do roku 1810), a to na pozemcích rodiny Borbelyovců. Také barokní zámeček rodiny Oroszovců pochází z tohoto období. V obci měly majetek i rodiny Ibrányiovců, Szögyéniovců a Csukovců.
- 1794 – Z tohoto roku pochází popis vodního mlýna, který se nacházel pravděpodobně při kopci Kompos (sousední hon je dodnes nazýván Mlýnský písek). V jednom seznamu z roku 1804 se uvádějí již 2 mlýny v obci.
- 1800 – Pravděpodobně v tomto období byl vybudován řeckokatolický chrám, a to v barokně-klasicistním slohu s cenným ikonostasem. O 10 let později již existuje i kostel reformované církve, tehdy ještě bez věže (postavena až v roce 1844).
- 1829 – Výsledky sčítání obyvatelstva z toho roku svědčí o dynamicky se rozvíjející obci. Počet obyvatel 1077, počet domů 136, což je až do roku 1900 rekord.
- 1831 – V Zemplínské a Šarišské župě na jaře vypukla epidemie cholery, která postihla především chudší vrstvy. Úřady se pokoušeli zabránit rozšíření epidemie, a to hlavně dezinfekcí studní. To bylo považováno prostým obyvatelstvem za záměrné travičství, načež vypuklo lidové povstání. Obyvatelé obcí Svätá Mária a Pavlov na Streďanském mostě přes Bodrog zadrželi a umučili župana Ludvíka Mohácsiho. Následné represálie byly kruté. Statutární soudy daly na povstaleckém území oběsit 150 lidí. Brzy na to polovina obyvatel obce umřela následkem cholery. Oběti epidemie byly pohřbeny v honu Koler. Významné osobnosti tehdejšího Uherska právě i pod vlivem těchto událostí začali mluvit o nutnosti zavedení reforem.
- 1824 – Jak právní poradce barona Pavla Vécseyho v obci pracoval mladý Lajos Kossuth.
- 1832 – 5. prosince 1832 Pavel Vécsey pověřil Kossutha jako „absentium ablegatus“ (poslance nezúčastněných) na Uherském sněm v Prešpurku.
- 1847 – Sándor Petőfi popsal ve svém cestopise své putování po Medzibodroží.
- 1858 – V takzvané II. vojenské mapě se obec nazývá Bodrog Szerdahely, později jsou obě slova spojována.
- 1870 – Obec zpustošil velký požár.
- 1872 – V katastru obce byla budována železniční trať. Cesta spojující obec se železniční stanicí byla dobudována až později.
- 1888 – Regulace meandru řeky Bodrog u Stredy nad Bodrogom. Tím se podstatně změnila podoba obce. Provedená regulace, jakož i budování ochranných hrází a kanálové sítě na odvedení odpadních vod, změnila způsob využívání katastru obce. Podstatně se zvyšilo množství zemědělsky využívaných pozemků. Z místních zeměpánů v tomto období se zmiňují baron Július Vécsey, Alexander Orosz a baron Ján Jósika.
- 1890 – Při požáru vyhořela většina obytných domů obce.
- 1896 – V obci zahájila svou činnost obecná škola, která byla pozdější zestátněna.
- 1900 – Výsledky sčítání lidu: počet obyvatel 1437 osob (680 mužů, 757 žen), počet obytných domů 125, počet průmyslníků 76, počet obchodníků 7. Tyto údaje svědčí o hospodářském růstu. V této době budovalo židovské společenství v obci svou synagogu, která byla po roce 1945 využívána jako sklad a nakonec byla počátkem sedmdesátých let zbořena. Baron Sámuel Jósika prodal svůj majetek baronu Maillotovi de la Treille.
- 1910 – Z výsledků sčítání lidu vyplývá, že za 10 let počet obyvatel vzrostl pouze o 63 osob (1500 osob). Také počet obytných domů vzrostl o 63 (208 domů). Adolf Róth a synové vybudovali parní mlýn menšího výkonu. Baron Maillot otevřel kamenolom s drtičem kamene (roku 1920 demontován).
- 1912 – Budovala se dvoukolejná železnice, která odvážela cukrovou řepu pěstovanou v katastru obce (v roce 1928 byl provoz zastaven).
- 1914 – Vypukla první světová válka. 142 mužů z obce se zúčastnilo bojů, z nich 30 zahynulo, 78 bylo zraněno. Na jejich památku byl postaven pomník Turul uprostřed obce.
- 1918 – Rodina Oroszovců prodala svůj zámeček rodině Fedinecovců.
- 1919 – I na území Mezibodroží byla vyhlášena Maďarská republika rad. Po jejím pádu bylo z obce internováno 12 osob do pevnosti v Terezíně.
- 1920 – Na základě rozhodnutí v Trianonu byla obec připojena k nově vzniklé Československé republice. Do obce byli přesídlováni tzv. kolonisté z okolí Prešova, čímž se změnilo etnické složení obyvatelstva.
- 1924 – Na podzim řeka Bodrog protrhla ochrannou hráz u státní silnice nedaleko kopce Kompos. 90% budov v obci bylo zaplaveno. Parní mlýn shořel při požáru. Později byl na jeho místě vybudován nový moderní mlýn.

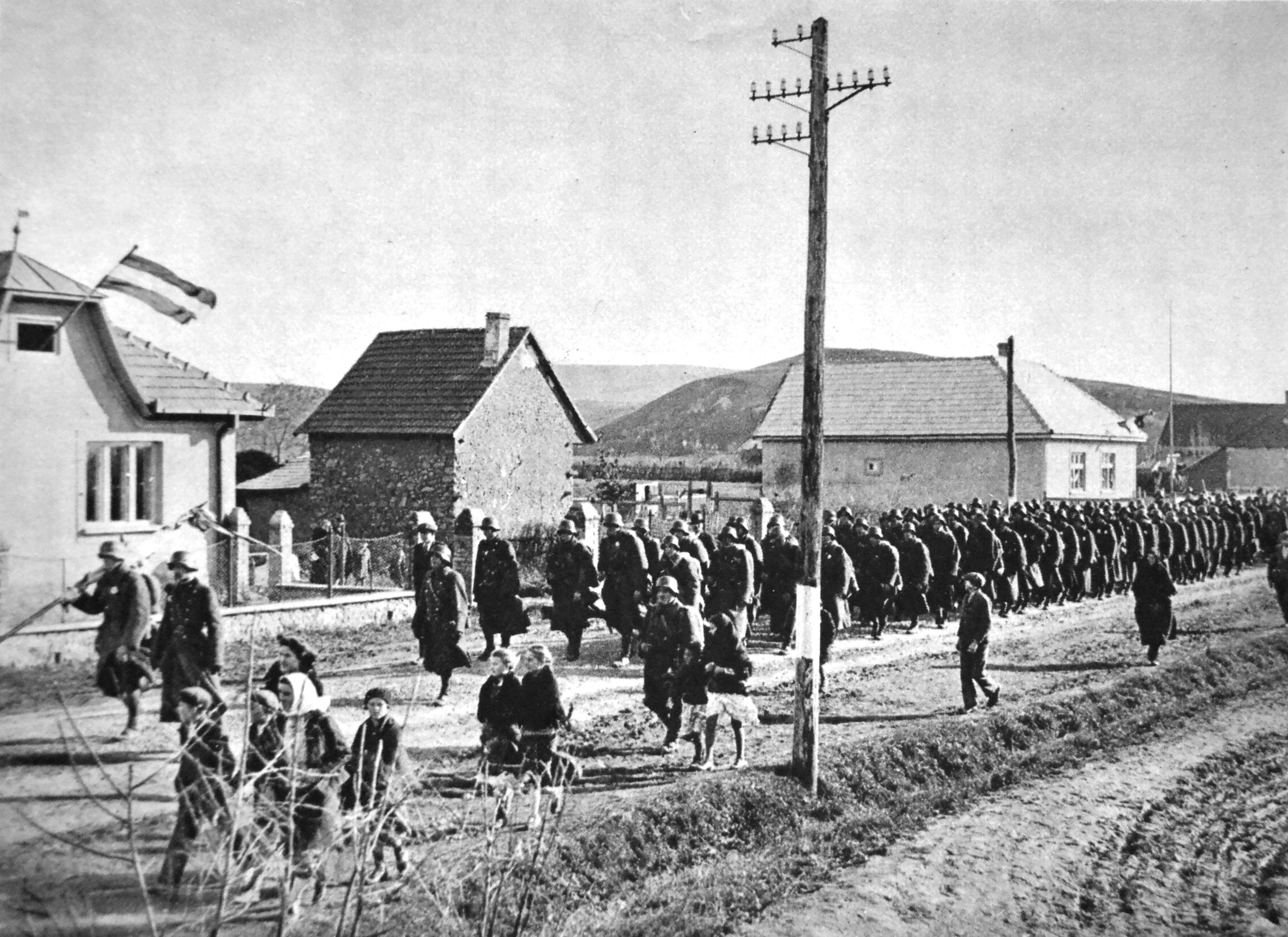
Maďarští vojáci vkročili do Stredy nad Bodrogom (1938)

- 1930 – Vlivem velké hospodářské krize se zvýšil počet emigrantů, především do Severní Ameriky. Z obce odešlo přes 18 hlav rodin do ciziny. Vybudovala se ale vápenka, která poskytla práci pro 100 dělníků.

- 1938 – Na základě tzv. Vídeňské arbitráže byla Streda od 8. listopadu znovu součástí Maďarska.
- 1939 – 47 mužů dostalo povolávací rozkaz a odešlo na bojiště druhé světové války.
- 1943 – Začala se deportace židovských spoluobčanů do koncentračních táborů Oswiecim, Buchenwald a Majdanek. Z odvlečených 146 osob (33 rodin) se přibližně 90% již nevrátilo domů.
- 1944 – Byla dokončena výstavba silničního mostu přes řeku Bodrog. Během války byl most bombardován. Německé jednotky ho při ústupu demolovaly. Za oběť padl i blízký mlýn, železniční trať, jakož i vápenka Vojáci postupující sovětské armády postavili provizorní most ze sudů z okolních vinařských sklepů. Před příchodem Rudé armády rodina barona Vécseyho utekla na západ, později se usídlila v Chile. Začátkem prosince bylo 73 mužů obce odvedeno na nucené práce do Sovětského svazu na tzv. „Málenkij robot“. 23 z nich se už nikdy nevrátí zpět. Ve válce zahynulo 35 občanů obce.
- 1945 – Po ukončení války je obec znovu součástí Československé republiky. 30 rodin obce bylo v roce 1947 na základě tzv. repatriační dohody vystěhováno do Maďarska (zejména do okolí Hajóse), jiní do Čech (Sudety). Namísto nich byly nastěhovány slovenské a rusínské rodiny z maďarské obce Komlóska.

### Obyvatelstvo

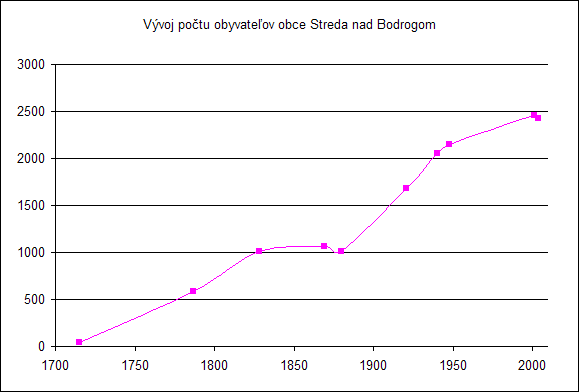
Vývoj počtu obyvatel obce Streda nad Bodrogom

| Rok            | 1715 | 1787 | 1828 | 1869 | 1880 | 1921 | 1940 | 1948 | 2001 | 2004 |
| Počet obyvatel | 40   | 580  | 1007 | 1065 | 1013 | 1677 | 2049 | 2148 | 2459 | 2430 |

Podrobnější struktura v roce 2002:
Počet obyvatel:
| Pohlaví                  | Národnost                                                                                      | Náboženství |
| ------------------------ | ---------------------------------------------------------------------------------------------- | --- |
| - 1 144 mužů - 1 315 žen | - 896 Slováků - 1 476 Maďarů - 12 Romů - 2 Češi - 1 Rusín - 1 Ukrajinec - 1 jiný - 70 neuvedlo | - 1 031 římských katolíků - 6 evangelíků - 548 řeckokatolíků - 609 reformovaných křesťanů - 72 svědků Jehovových - 1 metodista - 92 jiných - 100 bez vyznání |

## Symboly obce

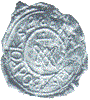
Historická pečeť

Obecní znak je tvořen červeným štítem. na němž je vyobrazen nekonečný uzel, z něhož vyrůstá stříbrný jetelový kříž. Podkladem pro tento znak byla obecní pečeť pocházející z 18. stol. Nekonečný uzel je v obecní a městské heraldice poměrně ojedinělý symbol znamenající nekonečnost, stálost, kontinuitu apod. Otisk nedatovaného typária je uložen ve sbírce městských a obecních pečetí zemského archivu v Budapešti. Na pečeti s kruhopisu BODROK szerda HELY je jako znamení vyobrazen nekonečný uzel a na něm latinský kříž. Vlajka obce sestává ze tří podélných pruhů v barvách bílé 3/7, červené 1/7 a žluté 3/7. Vlajka má poměr stran 2:3 a je ukončena třemi cípy tj. dvěma zástřihy, sahajícími do třetiny jejího listu.

## Kultura a zajímavosti

### Památky
- Kostel t.č. Karmelské Panny Marie. První zmínka z r. 1329. Jednolodní románský kostel z první poloviny 13. století. Na jižní straně lodi je zachován románský portál. Barokně-klasicistní věž je ukončena vysokou jehlanovou střechou. Pod kostelem se nachází krypta rodu Vécseyovců[3].
- Řeckokatolický chrám sv. Michala archanděla. Postaven počátkem 19. stol. v barokně-klasicistním slohu podle vzoru tereziánských staveb.
- Kalvínský kostel byl postaven v r. 1790.
- Synagoga postavena začátkem 20. století byla po roce 1945 opuštěna a v roce 1965 zbořena.
- Původní hrad ze 14. století byl renesančně přestavěn a v roce 1670 zbourán. Na místě hradu dal Ladislav Vécsey postavit barokní zámeček kolem roku 1700. Po rozsáhlé rekonstrukci v 80. letech 20. století je dnes v ní oddací síň, kanceláře obecního úřadu a několika institucí.
- Rodina Oroszovců dala postavit v 1. polovině 18. století barokní zámeček. V současnosti je zde domov důchodců.

### Pomníky
- V malém parčíku u Hlavní cesty se nachází památník obětem I. světové války a připojení obce k Maďarsku 6. listopadu 1938
- Památník 41 obětem II. světové války byl postaven v roce 1990
- V areálu „Sila“ se nachází socha sedící ženy od akademické sochařky Kláry Patakyové

### Ochrana přírody

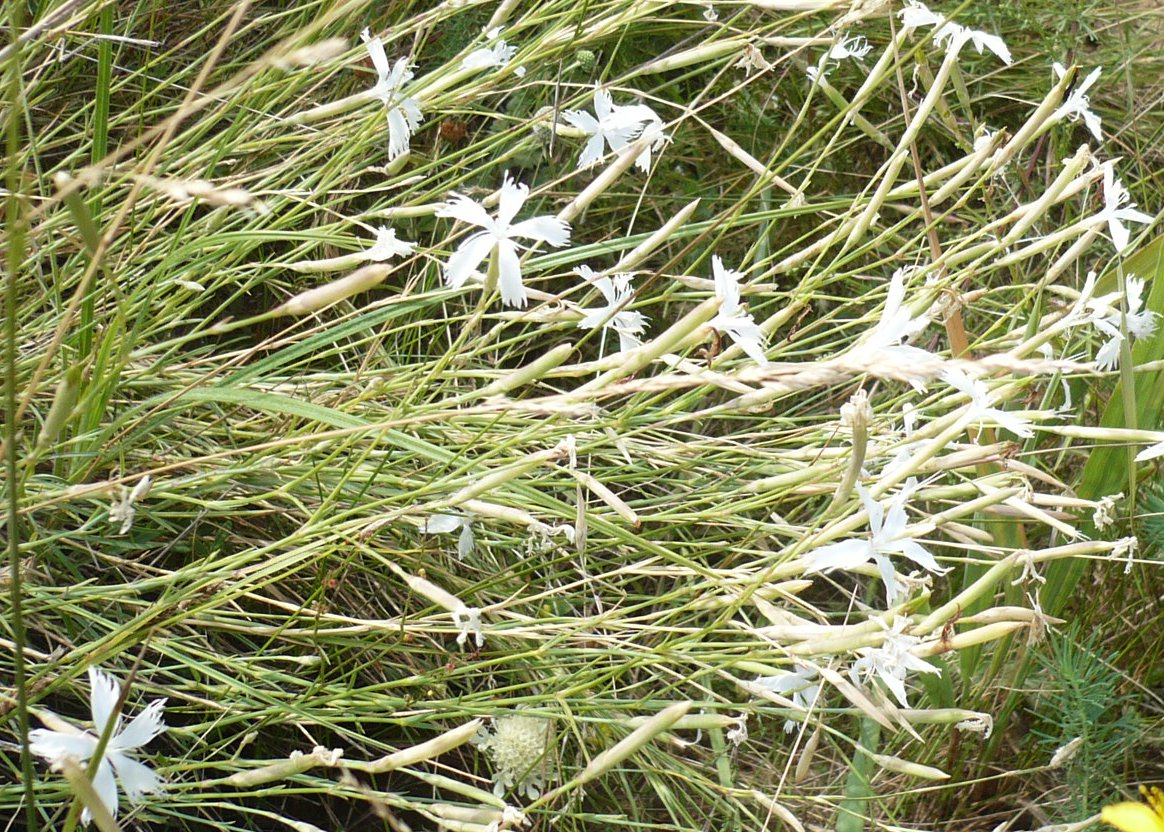
Hřebíček pozdní (Dianthus serotinus)

- V okolí obce v Národní přírodní rezervaci Tajba žijí želvy bahenní.
- Společnost pro ochranu ptáků registruje v obci tři čapí hnízda (na vysokém komíně ústředního topení, na sloupu elektrického vedení Okružní 6, na podložce sloupu elektrického vedení u řeckokatolické fary)
- V katastru obce jsou naleziště obsidiánu.
- Přírodní rezervace Tarbucka – andezitový kopec Tarbucka s jedinou lokalitou karafiátu pozdního (Dianthus serotinus) v oblasti Východoslovenské nížiny.[4]
- Na území obce je chráněné ptačí území Medzibodrožie.[5]

### Sport
- Fotbalový klub TJ ŠM Streda nad Bodrogom
- Obecní tenisový klub

## Hospodářství a infrastruktura

### Doprava

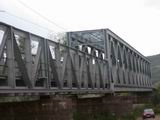
Starý most

Obcí prochází důležitá hlavní trať Košice–Čop. Stanice Streda nad Bodrogom je zároveň nejníže položenou železniční stanicí ŽSR (a bývalých ČSD) – nadmořská výška činí 101 metrů nad mořem, rozchod 1435 mm.

### Veřejné instituce
- Obecní úřad
- Domov důchodců, Růžová 433/8
- Úřad práce, sociálních věcí a rodiny, vysunuté pracoviště Streda nad Bodrogom, ul.. Růžová 10
- Obvodní oddělení Policejního sboru, Růžová 14
- ZE Csemadok IČO: 419681
- ZŠ s vyučovacím jazykem slovenským[7]
- ZŠ s vyučovacím jazykem maďarským [8]
- Základní umělecká škola

## Osobnosti obce
- Štefan Bočkaj (1557–1606), sedmihradský kníže, vůdce stavovského povstání proti císaři Rudolfu II.
- Mikuláš Bočkaj (1567–1621), člen reformované církve, zemplínský podžupan, baron, rádce Gabriela Bethlena
- Karol Orosz (1787–1839), přísedící několika župních soudních stolů
- Alexander Vécsey (1837–1895), zemplínský podžupan, zástupce intendanta Maďarské královské opery, hlavní dvořan arcivévody Josefa a tajný rádce vnitra
- Szidor Zselvay (1850–1943), řeckokatolický kněz
- Michal Kardos (1878–1943), učitel
- Gejza Tressa (1905–2001), řeckokatolický kněz, děkan
- Michal Gajdoš (1911–1944), řeckokatolický kněz
- Ján Kremer (1911–1979), římskokatolický kněz, děkan
- Zoli Sallai (* 1974), klávesista v kapele NoName
- Miroslav Sýkora (* 1988), zpěvák

## Fotogalerie

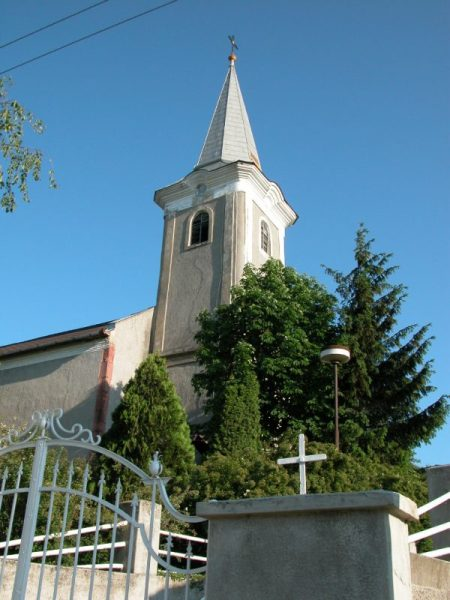
Římskokatolický kostel
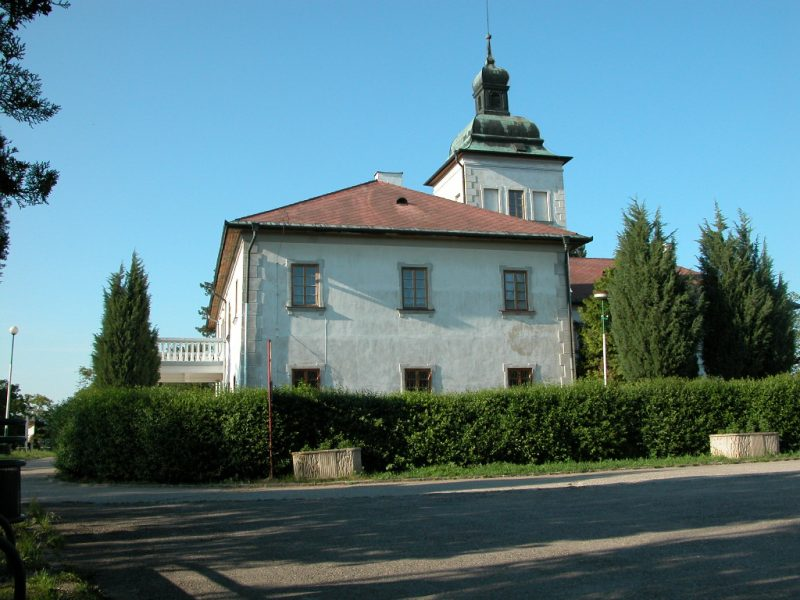
Kaštel rodu Vécsey
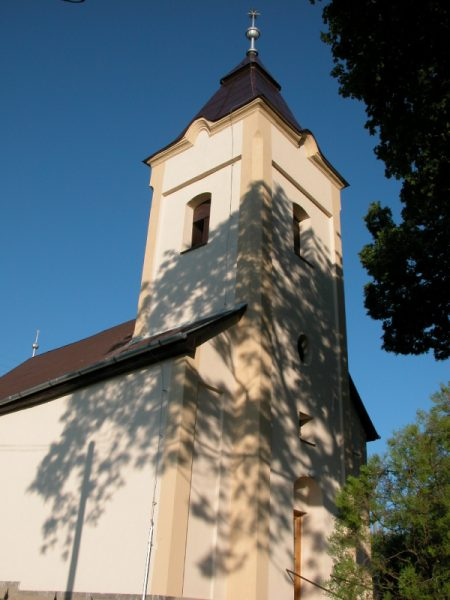
Kalvínský kostel
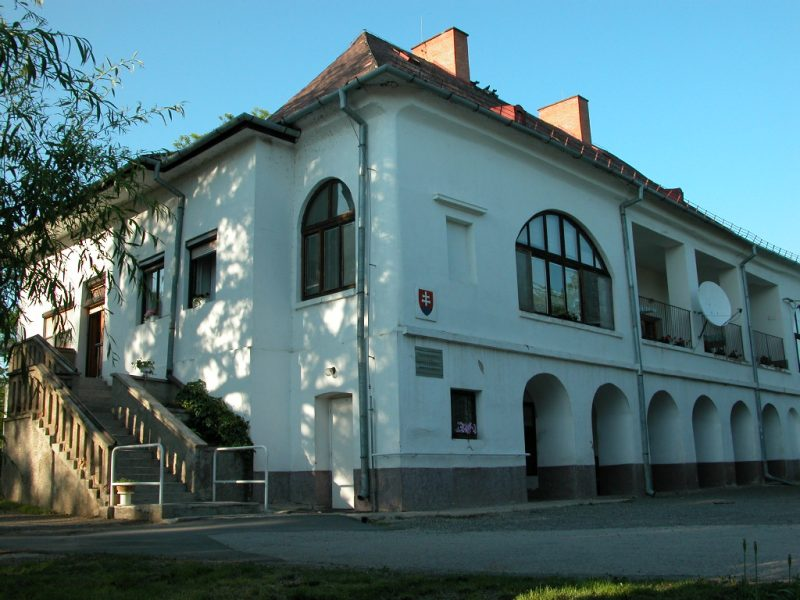
Kaštel rodu Orosz
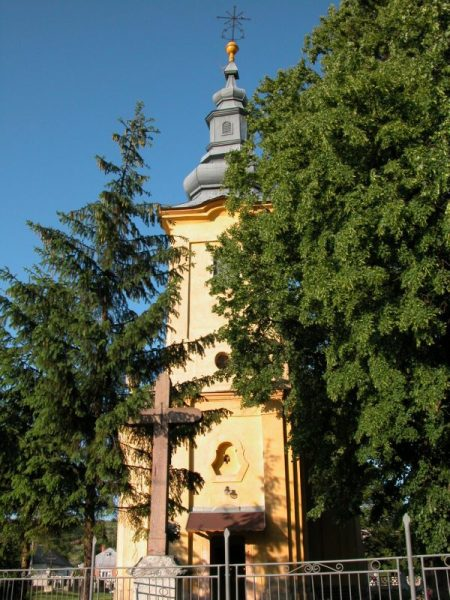
Řeckokatolický chrám
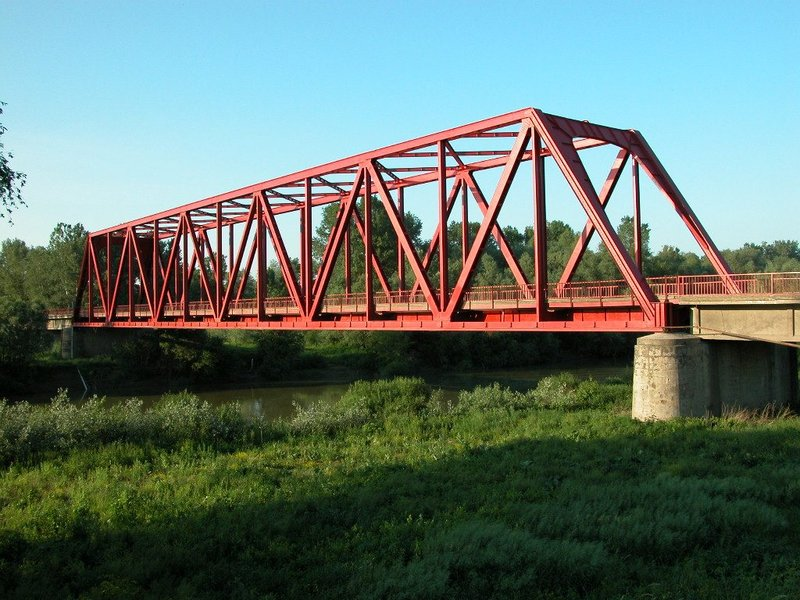
Silniční most přes řeku Bodrog